# Protestele din Rusia din 2011–2013

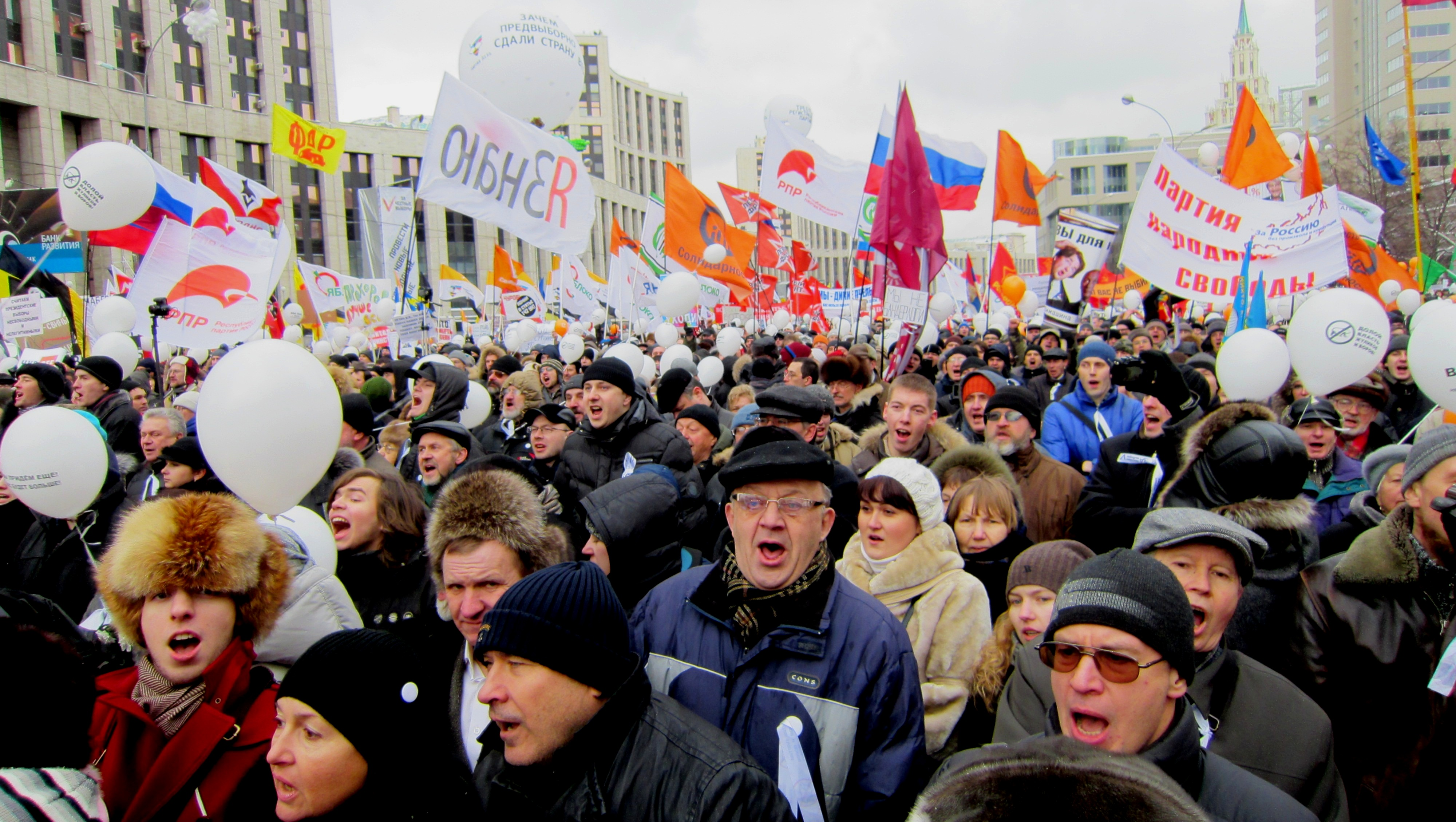

Mișcarea de proteste din Rusia din anii 2011–2013 (mass-media a folosit și numele: „revoluția de mlaștină”, „revoluția zăpezii”) a reprezentat o serie de proteste politice de masă care au început în Rusia după alegerile la Duma de Stat din 4 decembrie 2011, care au continuat în campania pentru prezidențiale din Rusia și după alegerile prezidențiale din 4 martie 2012, în care Vladimir Putin a câștigat în primul tur.
Protestatarii au declarat că alegerile au fost însoțite de încălcări ale legii federale și fraude masive. Unul dintre principalele sloganuri ale majorității acțiunilor a fost „Pentru alegeri corecte!” și „Rusia va fi liberă”. Unul dintre simbolurile protestelor a fost o panglică albă. Discursurile au avut și o orientare anti-Putin.
Rezoluțiile mitingurilor de masă au fost susținute și incluse fie parțial, fie integral în programele electorale ale candidaților la președinția din 2012: Serghei Mironov, Mihail Prohorov și Ghennadi Ziuganov.